# Hedychium villosum
Hedychium villosum är en enhjärtbladig växtart som beskrevs av Nathaniel Wallich. Hedychium villosum ingår i släktet Hedychium och familjen Zingiberaceae.

## Underarter
Arten delas in i följande underarter: